# Базилика Святого Розария
Базилика Святого Розария (фр. Basilique Notre-Dame-du-Rosaire) — католический храм в городе Лурд, Франция, одна из главных частей санктуария в Лурде. Имеет почётный статус малой базилики, посвящена почитанию святого Розария. Составляет вместе с расположенной над ней базиликой Непорочного Зачатия, криптой, и несколькими часовнями единый архитектурный комплекс, воздвигнутый над пещерой Масабьель, где по мнению Католической церкви в 1858 году проходили явления Девы Марии. Место католического паломничества. Также известна как «Нижняя базилика».

## История
Базилика Розария построена позже двух других частей комплекса, крипты и базилики Непорочного Зачатия. Она была возведена в неовизантийском стиле по проекту архитектора Леопольда Харди в 1883—1889 годах. В 1901 году состоялось её торжественное освящение. Вмещает до 1,5 тысяч молящихся. В начале XXI века в базилике проводились реставрационные работы.

## Архитектура
Базилика имеет три нефа, широкий центральный и узкие боковые. Нефы разделены мраморными колоннами с полукруглыми арками. Колонны опоясывает лента с текстами Лоретанской литании. Над центральной частью храма расположен большой полукруглый купол, в котором находятся большое центральное окно с изображением креста и два ряда небольших круглых окон. Изнутри главный купол украшен мозаикой с изображением роз и фразами Ave Maria. Снаружи купол увенчан позолоченным крестом, единство архитектурного ансамбля санктуария в числе прочего подчёркивается тем, что со стороны эспланады процессий крест находится точно на уровне входа в верхнюю базилику Непорочного зачатия. По бокам от центрального купола расположены полукруглые рукава трансепта, также увенчанные небольшими куполами баз каких-либо элементов декора.
Основным украшением внутреннего убранства базилики являются 15 капелл с мозаиками, посвященные тайнам Розария. В левом рукаве трансепта находятся 5 капелл, посвящённые радостным тайнам Розария, в главном пресвитерии по центру храма — 5 капелл с мозаиками на темы скорбных тайн Розария, в правом рукаве трансепта — 5 капелл с сюжетами на темы славных тайн Розария. Мозаики выполнены коллективом авторов во главе с художником Джандоменико Факкина (en:Giandomenico Facchina). В главном пресвитерии над капеллами скорбными тайн располагается большая мозаика с образом Девы Марии, изображениями ангелов и девизом «Par Marie à Jésus» (Через Марию к Иисусу). Образ Девы Марии выполнен художником-символистом Эдгаром Максенсом.
Базилика Розария имеет полукруглый фасад из белого мрамора, на котором изображена Мария, вручающая Розарий св. Доминику. Орган базилики создан в 1897 году крупнейшим органным мастером Франции XIX века А. Кавайе-Колем.
18 июля 1926 года храму Святого Розария был присвоен почётный титул малой базилики. В 1983 году базилику посещал папа Иоанн Павел II, а в 2008 году — папа Бенедикт XVI.
Во время реставрации базилики в 2007 году на внешний фасад базилики были добавлены мозаики авторства словенского иезуита Ивана Рупника, посвящённые светлым тайнам Розария, которые были добавлены к традиционным пятнадцати тайнам папой Иоанном Павлом II в 2002 году.